# Sterilizacija
 Ovo je glavno značenje pojma Sterilizacija. Za druga značenja pogledajte Sterilizacija (razmnožavanje).
Sterilizacija je proces kojim se potpuno odstranjuju ili uništavaju svi mikroorganizmi i njihove spore s predmeta, instrumenata i materijala do te mjere da se na standardnim medijima za kultiviranje ne mogu dokazati.
Najčešće se koristi u medicini, ali i u industriji hrane, odnosno konzerviranju. Ovom metodom najčešće se konzerviraju meso i povrće u postupku konzerviranja u limenke.

## Postupci sterilizacije
Postupci sterilizacije dijele se na fizikalne i fizikalno-kemijske, i sterilizacija može biti:
- suha
- vlažna
- kemijska
- suvremene metode sterilizacije

| Fizikalni                    | Fizikalno-kemijski |
| ---------------------------- | ------------------ |
| vruća vodena para pod tlakom | etilen-oksid       |
| suhi vrući zrak              | formaldehid        |
| ionizirajuće zračenje        | peroksid plazma    |
| žarenje                      |                    |
| filtriranje                  |                    |

## Sterilizacija toplinom

### Sterilizacija vlažnom toplinom
Najpogodniji način za sterilizaciju svih vrsta materijala koji dobro podnose visoke temperature. Provodi se u autoklavima. Ovu sterilizaciju određuju temperatura, tlak vodene pare i vrijeme. Temperatura od 121°C koristi se za sterilizaciju gumenih predmeta, plastike i otopina, a 134°C za tekstilne predmete i metalne instrumente. Vrijeme sterilizacije ovisno je o temperaturi, te će trajati dulje ako je temperatura niža. Sterilizacija na 134°C ne smije trajati kraće od 4 min, a sterilizacija na 120°C mora trajati 20 minuta. Autoklav je izrađen od specijalnog čelika, sastoji se od unutrašnjag i vanjskog plašta između kojih je prostor ispunjen parom pod tlakom. Vrata se zatvaraju hermetički.

### Sterilizacija suhom toplinom
Jedan od najstarijih načina. Postoje dva tipa sterilizatora koji rade na ovom principu. Prvi je tzv. suhi sterilizator, to je obična kuhinjska pečnica čije se stijenke zagrijavaju, a pomoću termostata se održava temperatura. Sterilizacija se odvija na temperaturi od 160°C do 180°C. vrijeme nesmije biti kraće od 60 minuta. Na ovaj način se mogu sterilizirati stakleni i metalni predmeti, masne tvari, ulja i puderi. Drugi način je sterilizator s pokretnom trakom na kojoj prolaze predmeti ispod grijača s infracrvenim zrakama. sterilizator radi na 180°C kroz 7,5 minuta. koristi se za sterilizaciju manjih instrumenata.

### Žarenje
Najčešće se primjenjuje u mikrobiološkim laboratorijima za dekontaminaciju bakterioloških ušica. Predmet se zagrijava nad plamenom dok se ne užari, a zatim se hladi na zraku.

## Sterilizacija zračenjem
Sterilizacija ionskim zračenjem - naziva se i hladnom sterilizacijom jer se provodi na sobnoj temperaturi. Ne provodi se u zdravstvenim ustanovama. Tako se steriliziraju plastični i gumeni predmeti za jednokratnu upotrebu.
Sterilizacija ultraljubičastim zračenjem - oštećuje stanične nukleinske kiseline i na taj način djeluje germicidno. Koristi se za sterilizaciju prostorija. Štetno djeluje na vid, pa se ne smije koristiti u prostorijama u kojima se nalaze ljudi. 

## Sterilizacija filtriranjem
To je fizikalni postupak kojim se steriliziraju različite otopine koje se ne smiju izlagati visokim temperaturama. Pore na filtru su manje od većine mikrorganizama i na taj način tekućina prolazi kroz njih, a mikroorganizmi ostaju na filtru. Provodi se u aseptičkim uvjetima na sterilnim filtrima.

## Plinska sterilizacija
- etilenoksid

vrlo djelotvoran. U kratko vrijeme uništava sve vrste i oblike mikroorganizama. Izrazito je toksičan i u smjesi za zrakom vrlo je eksplozivan. Sterilizacija se provodi u specijalnim sterilizatorima na temperaturi od 45 - 60°C kroz 2 - 4 sata
- sterilizacija parama formaldehida

nije eksplozivan i manje je toksičan od etilenoksida. Proces se odvija u sterilizatoru na temperaturi od 60 - 70°C tijekom 1 - 3 sata.
- peroksid plazma

koristi vodikov peroksid i visokofrekventnu električnu struju. Provodi se u specijaliziranoj sterilizacijskoj komori iz koje se evakuira zrak. Temperatura je 40°C i traje 60 minuta. Koristi se za sterilizaciju predmeta osjetljivih na vlagu.